# ATELIER Z ギターワークス
株式会社ATELIER Z ギターワークス（アトリエ ズィー ギターワークス）は、東京都中野区に本社を置く日本のギターメーカー。代表的なブランドとして「ATELIER Z」（アトリエ ズィー）がある。主力製品はエレクトリックベース。
2019年4月に株式会社デイズコーポレーションより現社名に変更した。

## 概要
平成元年(1989)6月、渋谷区幡ヶ谷にて卸を開始。同2年(1990)7月、本橋弘吉が現社名で法人設立。ATELIER Z[zi:]のブランドホルダーとしてスタート。故青木智仁を始め、鮫島秀樹、日野JINO賢二、石川俊介、角野秀行、KenKen、斎藤宏介、やまもとひかるなど様々なアーティストが使用している。